# 5. Panzerarmee
5. Panzerarmee sattes upp i Nordafrika 8 december 1942 genom att man omstrukturerade LXXXX. Armeekorps, armén kapitulerade i Tunisien 9 maj 1943. Pansararmén återuppsattes den 5 augusti 1944 genom att döpa om Panzergruppe West och den kapitulerade en andra gång den 17 april 1945 i Ruhr-fickan.

## Nordafrika

### Organisation
Arméns organisation den 17 december 1942.
- Stab der Panzerarmee
- 10. Panzer-Division
- Division von Broich
- 20. Flak-Division (Luftwaffe)
- I. / Flak-Regiment 54 (Luftwaffe)
- II. / Flak-Regiment 54 (Luftwaffe)
- Abwehrgruppe 210
- Propaganda-Zug Tunis
- Armee Reserve
  - Panzer-Abteilung 190
  - Schwere Panzer-Abteilung 501
  - Panzer-Aufklärungs-Abteilung 190
  - Division Imperiali (Italien)

## Normandie

### Organisation
Arméns organisation den 15 augusti 1944.
- LXVII. Armeekorps
  - 348. Infanterie-Division
  - 245. Infanterie-Division
  - 226. Infanterie-Division
  - Sicherungs-Regiment 5
- LXXXVI. Armeekorps
  - 711. Infanterie-Division
  - 346. Infanterie-Division
  - 272. Infanterie-Division
  - 710. Infanterie-Division (delar)
- I. SS-Panzerkorps
  - 85. Infanterie-Division
  - 12. SS-Panzer-Division Hitlerjugend
  - 89. Infanterie-Division
- LXXIV. Armeekorps
  - 271. Infanterie-Division
  - 277. Infanterie-Division
  - 276. Infanterie-Division
  - 21. Panzer-Division (delar)
  - 326. Infanterie-Division
- II. SS-Panzerkorps
  - 21. Panzer-Division (huvuddelen)
  - 9. SS-Panzer-Division Hohenstaufen
  - 3. Fallschirmjäger-Division

## Ardennerna

### Organisation
Arméns organisation den 31 december 1944.
- - 340. Volks-Grenadier-Division
- I. SS-Panzerkorps
  - 12. SS-Panzer-Division Hitlerjugend
- LVIII. Panzerkorps
  - 116. Panzer-Division
  - 9. Panzer-Division
  - 2. Panzer-Division
- XXXXVII. Panzerkorps
  - Panzer-Lehr-Division
  - Führer-Begleit-Brigade
  - 15. Panzergrenadier-Division
- XXXIX. Panzerkorps
  - 3. Panzergrenadier-Division
  - 26. Volks-Grenadier-Division
  - 1. SS-Panzer-Division Leibstandarte SS Adolf Hitler

## Befälhavare[1]
- Generaloberst Hans-Jürgen von Arnim   (8 Dec 1942 - 9 Mar 1943)
- General der Panzertruppe Gustav von Vaerst   (9 Mar 1943 - 9 May 1943)
- General der Panzertruppe Heinrich Eberbach   (5 Aug 1944 - 9 Aug 1944)
- SS-Oberstgruppenführer Josef ”Sepp” Dietrich   (9 Aug 1944 - 10 Sep 1944)
- General der Panzertruppe Hasso von Manteuffel   (10 Sep 1944 - 9 Mar 1945)
- Generaloberst Josef Harpe   (9 Mar 1945 - 17 Apr 1945)